# Open d’Orléans
Open d’Orléans – turniej tenisowy rozgrywany w Orleanie we Francji od 2005. Zawody są przeprowadzane w ramach ATP Challenger Tour na twardych kortach w hali.

## Finały

### Gra pojedyncza
| Rok  | Mistrz                | Finalista         | Wynik               |
| 2022 | Grégoire Barrère      | Quentin Halys     | 4:6, 6:3, 6:4       |
| 2021 | Henri Laaksonen       | Dennis Novak      | 6:1, 2:6, 6:2       |
| 2020 | Nie rozgrywany        | Nie rozgrywany    | Nie rozgrywany      |
| 2019 | Mikael Ymer           | Grégoire Barrère  | 6:3, 7:5            |
| 2018 | Aljaž Bedene          | Antoine Hoang     | 4:6, 6:1, 7:6(6)    |
| 2017 | Norbert Gombos        | Julien Benneteau  | 6:3, 5:7, 6:2       |
| 2016 | Pierre-Hugues Herbert | Norbert Gombos    | 7:5, 4:6, 6:3       |
| 2015 | Jan-Lennard Struff    | Jerzy Janowicz    | 5:7, 6:4, 6:3       |
| 2014 | Serhij Stachowski     | Thomaz Bellucci   | 6:2, 7:5            |
| 2013 | Radek Štěpánek        | Leonardo Mayer    | 6:3, 6:4            |
| 2012 | David Goffin          | Ruben Bemelmans   | 6:4, 3:6, 6:3       |
| 2011 | Michaël Llodra        | Arnaud Clément    | 7:5, 6:1            |
| 2010 | Nicolas Mahut         | Grigor Dimitrow   | 2:6, 7:6(6), 7:6(4) |
| 2009 | Xavier Malisse        | Stéphane Robert   | 6:1, 6:2            |
| 2008 | Nicolas Mahut         | Christophe Rochus | 5:7, 6:1, 7:6(2)    |
| 2007 | Olivier Rochus        | Nicolas Mahut     | 6:4, 6:4            |
| 2006 | Olivier Rochus        | Michaël Llodra    | 7:6(0), 7:6(6)      |
| 2005 | Cyril Saulnier        | Nicolas Mahut     | 6:3, 6:4            |

### Gra podwójna
| Rok  | Mistrzowie                             | Finaliści                                        | Wynik              |
| 2022 | Nicolas Mahut Édouard Roger-Vasselin   | Michael Geerts Skander Mansouri                  | 6:2, 6:4           |
| 2021 | Pierre-Hugues Herbert Albano Olivetti  | Antoine Hoang Kyrian Jacquet                     | 6:2, 2:6, 11–9     |
| 2020 | Nie rozgrywany                         | Nie rozgrywany                                   | Nie rozgrywany     |
| 2019 | Romain Arneodo Hugo Nys                | Hans Podlipnik-Castillo Tristan-Samuel Weissborn | 6:7(5), 6:3, 10–1  |
| 2018 | Luke Bambridge Jonny O’Mara            | Yannick Maden Tristan-Samuel Weissborn           | 6:2, 6:4           |
| 2017 | Guillermo Durán Andrés Molteni         | Jonathan Eysseric Tristan Lamasine               | 6:3, 6:7(4), 13–11 |
| 2016 | Nikola Mektić Franko Škugor            | Ariel Behar Andrej Wasileuski                    | 6:2, 7:5           |
| 2015 | Tristan Lamasine Fabrice Martin        | Ken Skupski Neal Skupski                         | 6:4, 7:6(2)        |
| 2014 | Thomaz Bellucci André Sá               | James Cerretani Andreas Siljeström               | 5:7, 6:4, 10–8     |
| 2013 | Illa Marczenko Serhij Stachowski       | Ričardas Berankis Franko Škugor                  | 7:5, 6:3           |
| 2012 | Lukáš Dlouhý Gilles Müller             | Xavier Malisse Ken Skupski                       | 6:2, 6:7(5), 10–7  |
| 2011 | Pierre-Hugues Herbert Nicolas Renavand | David Škoch Simone Vagnozzi                      | 7:5, 6:3           |
| 2010 | Pierre-Hugues Herbert Nicolas Renavand | Sébastien Grosjean Nicolas Mahut                 | 7:6(3), 1:6, 10–6  |
| 2009 | Colin Fleming Ken Skupski              | Sébastien Grosjean Olivier Patience              | 6:1, 6:1           |
| 2008 | Serhij Stachowski Lovro Zovko          | Jean-Claude Scherrer Igor Zelenay                | 7:6(7), 6:4        |
| 2007 | James Cerretani Frank Moser            | Tomasz Bednarek Michał Przysiężny                | 6:1, 7:6(2)        |
| 2006 | Grégory Carraz Dick Norman             | Jérôme Haehnel Jean-René Lisnard                 | 7:6(6), 6:1        |
| 2005 | Julien Benneteau Nicolas Mahut         | Grégory Carraz Antony Dupuis                     | 3:6, 6:4, 6:2      |